# António Loja Neves
António Loja Neves (Monte, Funchal, 5 de março de 1953 – Lisboa, 27 de maio de 2018) foi um jornalista, escritor e realizador de cinema português.

## Biografia
Nasceu e cresceu na ilha da Madeira e mudou-se com a família para a ilha de São Vicente, em Cabo Verde, na adolescência, onde terminou o liceu. Frequentou Medicina na Universidade de Lisboa, mas acabou por desistir do curso e passar à clandestinidade para não ser mobilizado a combater na Guerra Colonial Portuguesa, juntando-se à oposição à ditadura portuguesa e ao colonialismo. Por essa altura, militou no PCTP/MRPP.
Viria a licenciar-se em Realização pela Escola Superior de Teatro e Cinema e chegou a participar como ator em filmes de Manoel de Oliveira e João Mário Grilo. Realizou os documentários Ínsula (1993) e O Silêncio (1999), este com José Alves Pereira.
Foi diretor da revista Cinearma, passou pela Cinema Português e pelo semanário África e trabalhou para o Expresso durante mais de 30 anos. Esteve na fundação da Federação Portuguesa de Cineclubes, da Apordoc – Associação Pelo Documentário e do Panorama – Festival do Documentário Português, foi co-organizador dos Encontros Internacionais de Cinema de Cabo Verde e comissariou mostras de filmes lusófonos em diversos países, do Brasil a Moçambique.
Foi galardoado com o prémio Revelação de Poesia da Associação Portuguesa de Escritores de 2001 pelo seu livro Barcos, íntimas marcas. Em 2018, lançou, com Margarida Neves Pereira, o livro Arménia: Povo e identidade, pela editora Tinta-da-China.
Ajudou a fundar a associação antirracista SOS Racismo e foi seu dirigente, militou no Bloco de Esquerda, e foi também um dos fundadores do partido LIVRE.
No dia 30 de maio de 2018, a Assembleia da República aprovou por unanimidade um voto de pesar, proposto pelo Bloco de Esquerda, pela morte de Loja Neves.

## Obra

#### Antologia
- Lapinha de poesia: antologia de poetas madeirenses / Nelson Veríssimo (org.). Funchal: Imprensa Universitária, 2017.

### Filmografia
- Ínsula (1993)
- O Silêncio (1999), com José Alves Pereira